# Scopula lászlói
Scopula lászlói är en fjärilsart som beskrevs av Diószeghy 1935. Scopula lászlói ingår i släktet Scopula och familjen mätare. Inga underarter finns listade.